# 大連英博足球倶楽部
大連英博足球倶楽部（漢音読み：だいれん-えいはく-そっきゅうくらぶ、中国語：大连英博足球俱乐部）は、中華人民共和国遼寧省大連市を本拠地とする、中国サッカー・スーパーリーグに加盟するプロサッカークラブ。

## 沿革
2021年12月、大連読行足球倶楽部が創設された。中国サッカー協会のプロサッカークラブ名「中性化」政策を受け、2023年にチーム名を大連智行足球倶楽部に改称。
2023年シーズン中盤、大連智行の実質的な投資者である大連山海慧発展（集団）有限公司が、違法な資金調達の疑いで大連市公安局により株式を凍結され、チームは競売にかけられることとなった。二回の競売を経て大連統順建設グループ有限公司が全株式を取得し、その後、投資者の変更に伴い、チーム名は大連英博足球倶楽部に改名された。
2024年から甲級リーグに昇格。ホームスタジアムを大連金州体育場から大連梭魚湾サッカー場に変更した。